# Сон Че Мьон
Сон Че Мьон (кор. 송재명; нар. 26 листопада 1974) — південнокорейський борець вільного стилю, бронзовий призер чемпіонату світу, бронзовий призер чемпіонату Азії, дворазовий срібний призер Азійських ігор, чемпіон Східноазійських ігор, срібний призер Кубку Азії.

## Життєпис
Боротьбою почав займатися з 1987 року.
Виступав за борцівський клуб «Korea National Housing Corporation» Сеул. Тренер — Чан Че Сун.

## Спортивні результати на міжнародних змаганнях

### Виступи на Чемпіонатах світу
| Змагання                        | Збірна         | Вагова категорія          | Місце  |
| ------------------------------- | -------------- | ------------------------- | ------ |
| Чемпіонат світу з боротьби 1997 | Південна Корея | вільна боротьба, до 54 кг | 13     |
| Чемпіонат світу з боротьби 2001 | Південна Корея | вільна боротьба, до 58 кг | 20     |
| Чемпіонат світу з боротьби 2003 | Південна Корея | вільна боротьба, до 60 кг | Бронза |
| Чемпіонат світу з боротьби 2005 | Південна Корея | вільна боротьба, до 60 кг | 7      |
| Чемпіонат світу з боротьби 2006 | Південна Корея | вільна боротьба, до 60 кг | 27     |

### Виступи на Чемпіонатах Азії
| Змагання                       | Збірна         | Вагова категорія          | Місце  |
| ------------------------------ | -------------- | ------------------------- | ------ |
| Чемпіонат Азії з боротьби 1996 | Південна Корея | вільна боротьба, до 52 кг | 6      |
| Чемпіонат Азії з боротьби 2000 | Південна Корея | вільна боротьба, до 58 кг | Бронза |
| Чемпіонат Азії з боротьби 2005 | Південна Корея | вільна боротьба, до 60 кг | 5      |

### Виступи на Азійських іграх
| Змагання           | Збірна         | Вагова категорія          | Місце  |
| ------------------ | -------------- | ------------------------- | ------ |
| Азійські ігри 2002 | Південна Корея | вільна боротьба, до 60 кг | Срібло |
| Азійські ігри 2006 | Південна Корея | вільна боротьба, до 60 кг | Срібло |

### Виступи на Східноазійських іграх
| Змагання                 | Збірна         | Вагова категорія          | Місце  |
| ------------------------ | -------------- | ------------------------- | ------ |
| Східноазійські ігри 1997 | Південна Корея | вільна боротьба, до 54 кг | 5      |
| Східноазійські ігри 2001 | Південна Корея | вільна боротьба, до 58 кг | Золото |

### Виступи на Кубках Азії
| Змагання                   | Збірна         | Вагова категорія          | Місце  |
| -------------------------- | -------------- | ------------------------- | ------ |
| Кубок Азії з боротьби 2003 | Південна Корея | вільна боротьба, до 60 кг | Срібло |

### Виступи на інших змаганнях
| Змагання                                                      | Збірна         | Вагова категорія          | Місце |
| ------------------------------------------------------------- | -------------- | ------------------------- | ----- |
| Олімпійський кваліфікаційний турнір з боротьби 2000 (Мінськ)  | Південна Корея | вільна боротьба, до 58 кг | 11    |
| Олімпійський кваліфікаційний турнір з боротьби 2000 (Лейпциг) | Південна Корея | вільна боротьба, до 58 кг | 13    |